# 登録カイロプラクター
登録カイロプラクター（とうろくカイロプラクター）とは、日本カイロプラクティック登録機構（JCR）によるカイロプラクターの民間登録資格である。

## 概要
登録認定のために求められる基準は次の通りである。
- 安全にカイロプラクティック業務を行う知識と技術を持っている。
- 適正な表記や広告を心掛ける。
- カイロプラクティック業務に係る法規を理解している。

登録者名簿の取り扱い基準は次の通りである。
- JCRの公式ホームページで登録者名簿が公開される。
- 厚生労働省や関係省庁に登録者名簿が定期的に提出される。

## 試験
「JCR登録」試験（カイロプラクティック統一試験）
試験問題は国際カイロプラクティック試験委員会（IBCE）のSPEC (Special Purposes Examination for Chiropractic： 臨床能力判定試験)を使用している。
1. 患者への問診 (Patient interview)
2. 理学検査 (Physical Examination)
3. 神経筋骨格系検査 (Neuromusculoskeletal Examination)
4. X 線検査 (X-ray Examination)
5. 臨床検査と特殊検査 (Clinical Lab and Special Studies)
6. 診断および臨床所見 (Diagnosis or Clinical Impression)
7. カイロプラクティック・テクニック (Chiropractic Techniques)
8. 補助療法 (Supportive Techniques)
9. 症例対処方法 (Case Intervention Strategies)

試験は100 問の多肢選択問題からなる二つの項目からなり、合計200 問の多肢選択問題である。
1. 関節、神経学、筋骨格系の症状
2. 消化器系、心臓血管系、呼吸器系および外皮の症状
3. 内分泌、代謝、女性生殖器、血液学、リンパ系、腎臓、泌尿器系もしくは男性生殖器の症状
4. その他多岐にわたる症状（アレルギー・栄養学）、眼、耳、鼻、喉、小児、性病など

### 試験日
年1回（2月）

### 受験資格
「CCE認証取得カイロプラクティック教育」修了者
「日本カイロプラクターズ協会（JAC）承認カイロプラクティック標準化コース（CSC）」修了者
国民生活センターの要請による「カイロプラクティック安全教育プログラム」（現JCR試験受験資格プログラム）修了者

### 免除対象者
- 法制化された国（州）のカイロプラクター免許取得者（例：アメリカ各州、カナダ各州、イギリス、オーストラリア、スイス他）
- 2011年2月以前の「CCE認証取得カイロプラクティック教育」修了者
- 全米カイロプラクティック試験委員会（NBCE）試験　Ⅰ部およびⅡ部合格者
- 2008年末までの「JAC承認カイロプラクティック標準化コース（CSC）」修了者

以上のいずれかの条件を満たしている者は試験が免除される。

## 批判
日本カイロプラクティック団体協議会などは、業界自主規制に関しては、既得権者救済措置や「CSC基準の推進」はダブルスタンダードに陥りやすいとし、登録カイロプラクター制度には賛同していない。